# 米德爾伯里鎮區 (印地安納州埃爾克哈特縣)
米德爾伯里鎮區（英語：Middlebury Township）是位於美國印地安納州埃爾克哈特縣的一個行政鎮區。

## 地方資料
根據2010年美國人口普查的數據，米德爾伯里鎮區的面積為92.20平方千米，當中陸地面積為92.00平方千米，而水域面積為0.20平方千米。當地共有人口8498人，而人口密度為每平方千米92.17人。